# John James Allen

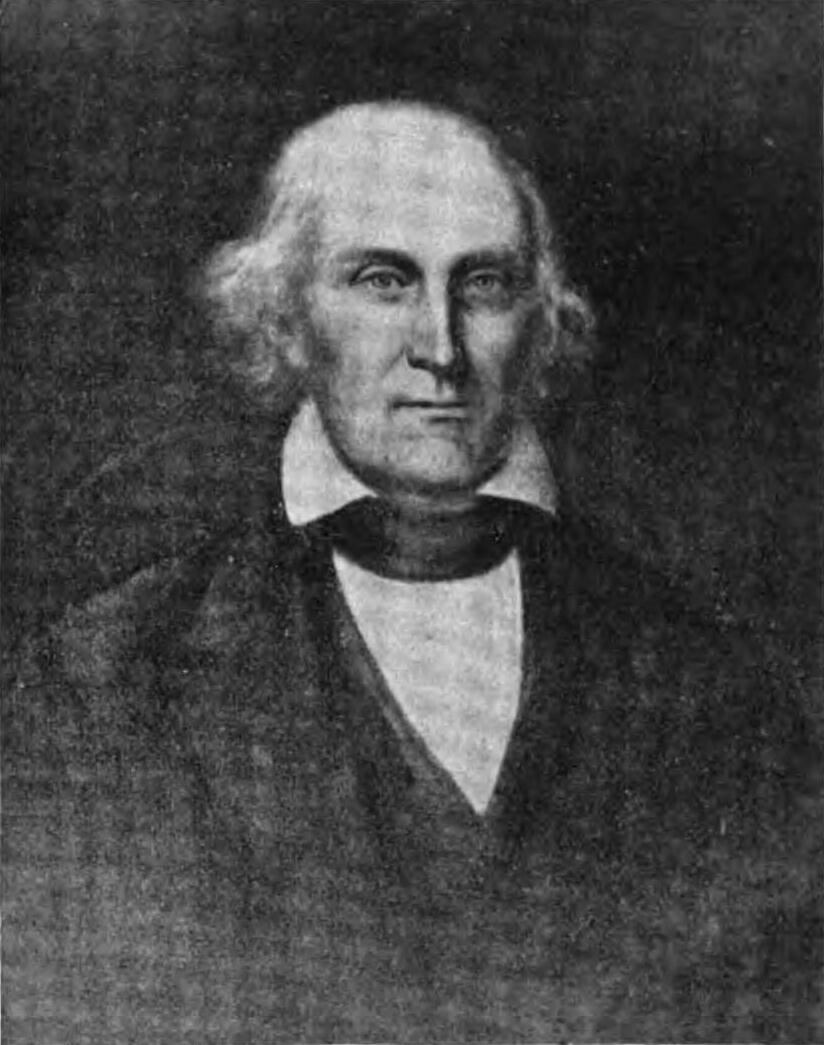
Abbildung von John J. Alleen (aus The Green Bag, Volume 5, 1893)

John James Allen (* 25. September 1797 in Woodstock, Virginia; † 18. September 1871 bei Fincastle, Virginia) war ein US-amerikanischer Jurist und Politiker. Zwischen 1833 und 1835 vertrat er den Bundesstaat Virginia im US-Repräsentantenhaus.

## Werdegang
John Allen war der jüngere Bruder des Kongressabgeordneten Robert Allen (1794–1859). In den Jahren 1810 und 1811 besuchte er das Dickinson College in Carlisle (Pennsylvania). Danach studierte er bis 1815 am Washington College in Lexington, der heutigen Washington and Lee University. Nach einem anschließenden Jurastudium und seiner 1819 erfolgten Zulassung als Rechtsanwalt begann er zunächst in Campbell Courthouse und dann in Clarksburg in diesem Beruf zu arbeiten. In den 1820er Jahren schloss er sich der Bewegung gegen den späteren Präsidenten Andrew Jackson an und wurde Mitglied der kurzlebigen National Republican Party. Zwischen 1828 und 1830 saß er im Senat von Virginia. In der Folge amtierte er auch als Bezirksstaatsanwalt in seiner Heimat.
Bei den Kongresswahlen des Jahres 1832 wurde Allen im 20. Wahlbezirk von Virginia in das US-Repräsentantenhaus in Washington, D.C. gewählt, wo er am 4. März 1833 die Nachfolge von Robert Craig antrat. Da er im Jahr 1834 nicht bestätigt wurde, konnte er bis zum 3. März 1835 nur eine Legislaturperiode im Kongress absolvieren. Seit dem Amtsantritt von Präsident Jackson im Jahr 1829 wurde innerhalb und außerhalb des Kongresses heftig über dessen Politik diskutiert. Dabei ging es um die umstrittene Durchsetzung des Indian Removal Act, den Konflikt mit dem Staat South Carolina, der in der Nullifikationskrise gipfelte, und die Bankenpolitik des Präsidenten.
Nach dem Ende seiner Zeit im US-Repräsentantenhaus fungierte John Allen zwischen 1836 und 1865 an verschiedenen Gerichten als Richter; dabei gehörte er ab 1840 dem Obersten Gerichtshof von Virginia an. Danach widmete er sich der Bewirtschaftung seiner inzwischen umfangreichen Plantage. Er war Sklavenhalter.
Er starb am 18. September 1871 bei Fincastle.